# Riserva speciale della palude di San Genuario
La Riserva speciale della palude di San Genuario è un'area naturale protetta della regione Piemonte nella provincia di Vercelli.

## Territorio
Si trova tra i comuni di Crescentino, Fontanetto Po, Livorno Ferraris e Trino all'interno della pianura risicola vercellese. Ha una forma allungata che si sviluppa da est a ovest, dove un tempo c'era un antico terrazzo fluviale; la sua superficie è di circa 424 ettari. Alla base del territorio ci sono delle risorgive e stagni. Inoltre è presente una fitta rete di canali alimentati anche dalle acque dei fontanili che si collega alle risaie e ai grandi canali di irrigazione.
La palude di San Genuario è nata dalla bonifica di ambienti acquatici naturali e dal successivo scavo di bacini per la pesca sportiva.

## Flora
Lungo gli stagni della riserva naturale sono presenti piante acquatiche radicanti sommerse tra cui l'erba vescica delle risaie (Utricularia australis) e piante appartenenti alle famiglie della Potamogeton, della Callitriche e della Chara. Si possono osservare anche zone a lamineto con la ninfea gialla (Nuphar lutea), la cannuccia di palude ( Phragmites australis), la tifa (Typha latifolia) e la carice (Carex). 
La parte boschiva è rappresentata da querco-carpineti, costituiti da farnie (Quercus robur) e carpini in forma relittuale.

## Fauna
La palude di San Genuario è l'unica riserva in Piemonte dove nidificano contemporaneamente il tarabuso (Botaurus stellaris), il tarabusino (Ixobrychus minutus), l'airone rosso (Ardea purpurea) e il falco di palude (Circus aeruginosus). 
Sono presenti diversi uccelli della famiglia degli ardeidi, quali la nitticora (Nycticorax nycticorax), la sgarza ciuffetto (Ardeola ralloides), l'airone cinerino (Ardea cinerea), la garzetta (Egretta garzetta) e l'airone bianco maggiore (Ardea alba). 
Tra gli anatidi si riscontra la presenza della moretta tabaccata (Aythya nyroca).
Nella riserva si può incontrare anche la testuggine palustre europea (Emys orbicularis).